# Ataun
Ataun é um município da Espanha na província de Guipúscoa, comunidade autónoma do País Basco. Tem 58,7 km² de área e em 2021 tinha 1 697 habitantes (densidade: 28,9 hab./km²).

## Demografia
| Variação demográfica do município entre 1991 e 2004 | Variação demográfica do município entre 1991 e 2004 | Variação demográfica do município entre 1991 e 2004 | Variação demográfica do município entre 1991 e 2004 |
| --------------------------------------------------- | --------------------------------------------------- | --------------------------------------------------- | --------------------------------------------------- |
| 1991                                                | 1996                                                | 2001                                                | 2004                                                |
| 1739                                                | 1589                                                | 1557                                                | 1514                                                |